# ألفرد شاندلير
ألفرد شاندلير (بالإنجليزية: Alfred Elliott Chandler)‏ هو سياسي أسترالي، ولد في 1 يوليو 1873 في أستراليا، وتوفي في 12 فبراير 1935 في أستراليا. انتخب عضو المجلس التشريعي الفيكتوري.